# Задужбина Иве Андрића
Задужбина Иве Андрића је смештена у улици Милутина Бојића 4 у Београду и почела је са радом 12. марта 1976.  на темељу тестаментарне воље Иве Андрића. Прва и најважнија одредба пишчеве опоруке је била да се његова заоставштина „сачува као целина и да се, као легат односно, задужбина, намени за опште културне и хуманитарне потребе”. Задужбина Иве Андрића је искључиви носилац ауторских права за Андрићева дела и једино она може дати сагласност за објављивање његових дела у Србији  и у иностранству.

## Андрићева награда
На основу пишчеве тестаментарне воље, почев од 1975. године, сваке године се додељује Андрићева награда за причу или збирку прича написану на српском језику.

## Спомен-музеј Иве Андрића
У оквиру Задужбине Иве Андрића спада и Спомен-музеј Иве Андрића који се налази у саставу Музеја града Београда. Отворен је 1976. године у стану на Андрићевом венцу 8, у коме је писац живео са супругом Милицом Бабић од 1958. године.

## Свеске Задужбине Иве Андрића
Од 1982. године Задужбина издаје часопис Свеске Задужбине Иве Андрића које излазе једном годишње. Ова публикација објављује непознате и непубликоване Андрићеве рукописе, преписку, научне и критичке студије о Андрићевом слојевитом делу и његовом животу, његовом духовном простору као и о времену и свету у којем је живео.

## Управни одбор и филантропија
Задужбином Иве Андрића руководи Управни одбор од девет чланова, који ради без материјалне надокнаде. Чланове Управног одбора именује Српска академија наука и уметности.
Организујући научне скупове о Андрићевом делу и о различитим аспектима савремене српске књижевности, Задужбина служи најдубљим интересима српске књижевности, уметности и културе. Велики је број дипломаца и постдипломаца који су добили стипендију Андрићеве задужбине за радове из области књижевности, а такође су као гости и стипендисти, у пишчевој Задужбини боравили и радили многобројни слависти из целога света. Уз помоћ и са препоруком Задужбине објављено је у последњих двадесет пет година велики број књига. Задужбина, такође, помаже многе културне манифестације, разне књижевне скупове, наступа као покровитељ аматерских и дечијих литерарних такмичења, учествује у акцијама помоћи школским и сиромашним библиотекама и сарађује са свим манифестацијама које обележавају успомену на Иву Андрића, као и са установама које носе његово име. Од маја 1999. године у пријатном простору баште Задужбине организују се и камерне позоришне представе.
У оквиру Задужбине постоји библиотека у којој се сабирају документи, књиге и грађа о Андрићевом животу и раду. У њој се налазе различита издања Андрићевих дела на српском и на многим светским језицима, књиге о пишчевом животу и стваралаштву, различити приручници (енциклопедије, речници, лексикони), фонд периодике, хемеротека, фототека, видеотека, архив. Задужбина пружа стручну и професионалну помоћ проучаваоцима Андрићевог дела и свима онима који су заинтересовани за Андрићево стваралаштво.